# Алесандро Алтобели
Алесандро Алтобели (итал. Alessandro Altobelli; Сонино, 28. новембар 1955) бивши је италијански фудбалер. 

## Биографија
На почетку фудбалске каријере наступао је за Латину у Серији Ц и за Брешу у Серији Б. Затим је 1977. године потписао за милански Интер који је играо у Серији А. За Интер је одиграо укупно 466 утакмица и постигао 209 голова (128 у Серији А). Много је допринео освајању титуле државног првака 1980. године (постигао је 15 голова), а такође је помогао Интеру да освоји два трофеја у Купу Италије 1978. и 1982. године. Био је најбољи стрелац купа у издању 1982. године, са 9 голова. Алтобели је био и најбољи стрелац у Купу победника купова 1978/79, са 7 голова, чиме је допринео да Интер дође до четвртфинала. После боравка у Интеру, одиграо је једну сезону за Јувентус у сезони 1987/88, а играчку каријеру је завршио у дресу Бреше у Серији Б, током сезоне 1989/90.
За репрезентацију Италије одиграо је 61 утакмицу између 1980. и 1988, постигао је 25 голова, а налази се на шестом месту листе стрелаца репрезентације Италије. Најпознатији је по томе што је дао трећи гол за Италију у финалу Светског првенства 1982. године, који је Италија освојила победом од 3:1 против Западне Немачке. Ушао је у игру са клупе у седмом минуту игре и заменио повређеног Франческа Грацијанија, постао је тако други играч који је као замена дао гол у финалу Светског купа (после Дика Нанинге 1978, још су то урадили Руди Фелер и Марио Геце 1986. и 2014. године). Алтобели је играо на Европском првенству 1980, Италија је завршила такмичење на четвртом месту. Учествовао је на Светском првенству 1986. године, постигао је 4 гола, али ипак то није било довољно да се спречи елиминација репрезентације у шеснаестини финала. Последње такмичење на ком је наступио у дресу репрезентације било је на Европском првенству 1988. у Западној Немачкој, где је био капитен тима.
Ради као спортски консултант на каналу beIN Sports. Био је консултант аналитичар и за телевизију Ал Џазира. Након фудбалске каријере накратко је био ангажован у политици, а радио је и као спортски директор Падове и као скаут Интера.

## Успеси

### Клуб
Интер
- Првенство Италије (1) : 1979/80.
- Куп Италије (2) : 1977/78, 1981/82.

### Репрезентација
Италија
- Светско првенство (1) : 1982.

### Индивидуални
- Најбољи стрелац купа победника купова (1) : 1978/79.
- Најбољи стрелац купа Италије (1) : 1981/82.